# 双峰兽属
双峰兽属（学名：Diacronus）是哺乳纲𰡉兽目𰡉兽科的一属，其体型甚小。
双峰兽属包括望虎双峰兽（D. anhuiensis）与安徽双峰兽（D. wanghuensis）两种，其化石皆于1976年在安徽潜山的中古新世地层望虎墩组第三段被发现。其中，望虎双峰兽为模式种。